# Navegación polinesia
Navegación polinesia es un sistema de navegación milenario usado por los polinesios para hacer largos viajes a través de miles de kilómetros de mar abierto en el océano Pacífico. Los polinesios entraron en contacto con casi todas las islas del vasto Triángulo Polinésico, utilizando canoas con batanga o canoas de doble casco (véase Canoa polinesia). Las canoas de doble casco eran dos grandes cascos, de igual longitud, amarrados uno al lado del otro. El espacio entre las canoas paralelas permitía almacenar alimentos, materiales de caza y redes de pescar cuando se embarcaban en viajes largos. Los navegantes polinesios utilizaban técnicas de orientación (wayfinding), tales como la navegación por estrellas y la observación de las aves, el oleaje y patrones de viento, y se basaban en un amplio conjunto de conocimientos provenientes de la tradición oral.
Navegaban desde pequeñas islas habitadas usando solo sus propios sentidos y técnicas de orientación y conocimientos transmitidos por tradición oral de maestro a aprendiz, a menudo en forma de canciones. Con el fin de localizar direcciones en varios momentos del día y el año, los navegantes en el este de la Polinesia memorizaban hechos importantes: el movimiento de estrellas específicas, y donde ellas salían y se ponían en el horizonte de los océanos; el clima; tiempos de viaje; especies de fauna silvestre (que se congregan en las posiciones particulares), las direcciones de las olas en el océano, y cómo la tripulación sentiría su movimiento, los colores del mar y del cielo, especialmente. 
Por lo general, cada isla mantenía un gremio de navegantes que gozaba de un estatus muy elevado; en tiempos de hambruna o dificultades, podían comerciar para obtener ayuda o evacuar a la gente a las islas vecinas. Para 2014, estos métodos tradicionales de navegación se siguen enseñando en la isla periférica polinesia de Taumako, en las Salomón, y en sociedades de viajeros de todo el Pacífico.
Tanto las técnicas de orientación (wayfinding) como los métodos de construcción de las canoas con batanga se han mantenido como secretos del oficio, pero en el renacimiento moderno de estas habilidades, se están escribiendo y publicando.

## Técnicas
Estas técnicas de señalización junto con métodos de construcción de canoas, llamadas va'a en varios países, se han mantenido como secretos del gremio. En general cada isla mantiene un gremio de los navegantes que tienen un estatus muy alto, en tiempos de hambruna o dificultad estos navegantes podrían comerciar para ayudar a las personas o evacuarlas a las islas vecinas. En el día de hoy, métodos tradicionales originales de navegación polinesia se siguen enseñando en la cultura Polinesia atípica de la Isla Taumako  en las Islas Salomón.

## Historia

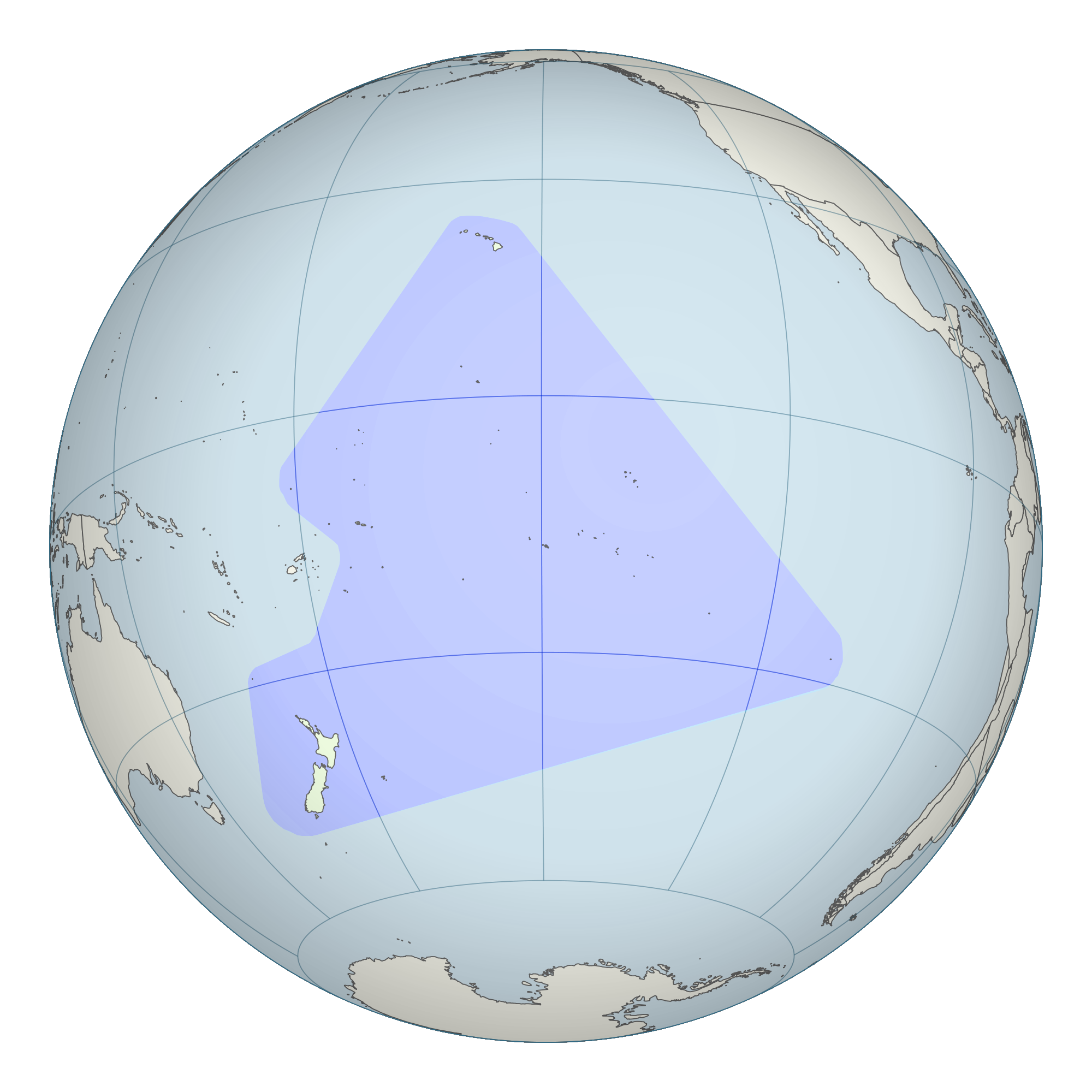
Una proyección del triángulo polinésico en el globo.

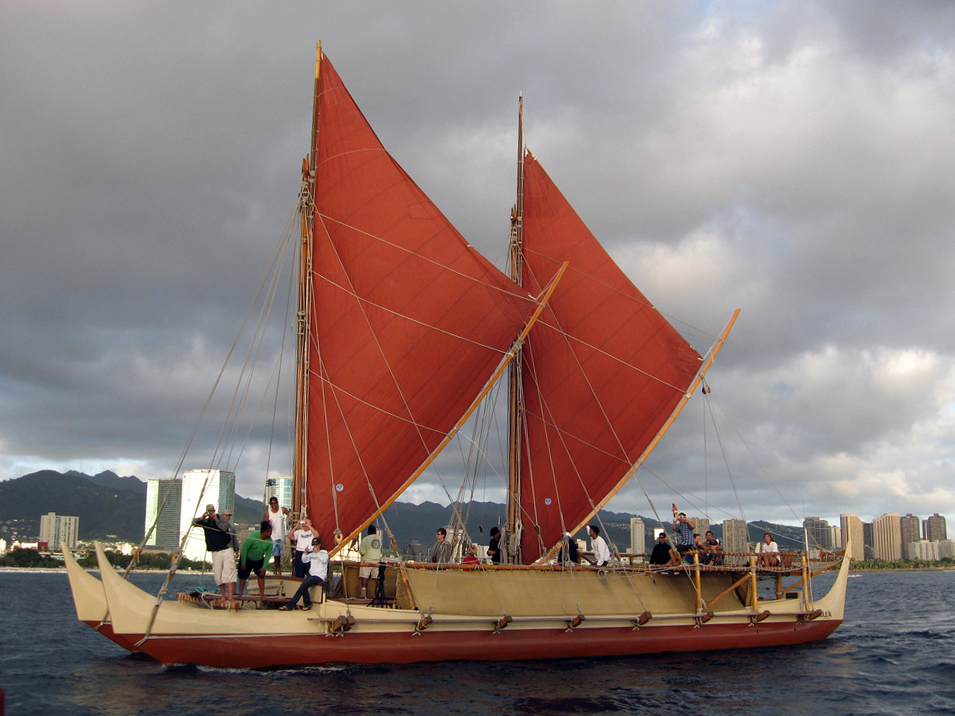
Una Hokule'a, una canoa de doble casco zarpando desde Honolulu en 2009.

Entre alrededor de 3000 y 1000 antes de Cristo la difusión de los parlantes de lenguas austronesias a través de las islas del Sudeste de Asia - casi con toda seguridad partiendo de Taiwán, como las tribus que nativos se cree que ya llegaron desde la parte continental de China del Sur hace alrededor de unos 8.000 años - en los bordes del oeste de Micronesia y en Melanesia. En el registro arqueológico se encuentran huellas bien definidas de esta expansión que permiten que el camino que llevó a seguir y fecha con un grado de certeza. En a mediados del segundo milenio a. C. una cultura distintiva apareció de repente en el noroeste de Melanesia, en el archipiélago de Bismarck, la cadena de islas que forman un gran arco desde Nueva Bretaña a las Islas del Almirantazgo. Esta cultura, conocida como Lapita, se destaca en el registro arqueológico de Melanesia, con sus grandes aldeas permanentes en las terrazas de playa a lo largo de las costas. En particular, característico de la cultura lapita es la fabricación de cerámica, incluyendo un gran número de buques de formas variadas, algunos distinguen por patrones finos y motivos presionado en el barro. Dentro de apenas tres o cuatro siglos, entre 1300 adC y 900 adC, la cultura lapita se propagó 6.000 km más al este del archipiélago de Bismarck, hasta llegar a Tonga y Samoa. En esta región, una cultura polinesia distinta se desarrolló.

## Teorías

### Contactos transoceánicos precolombinos

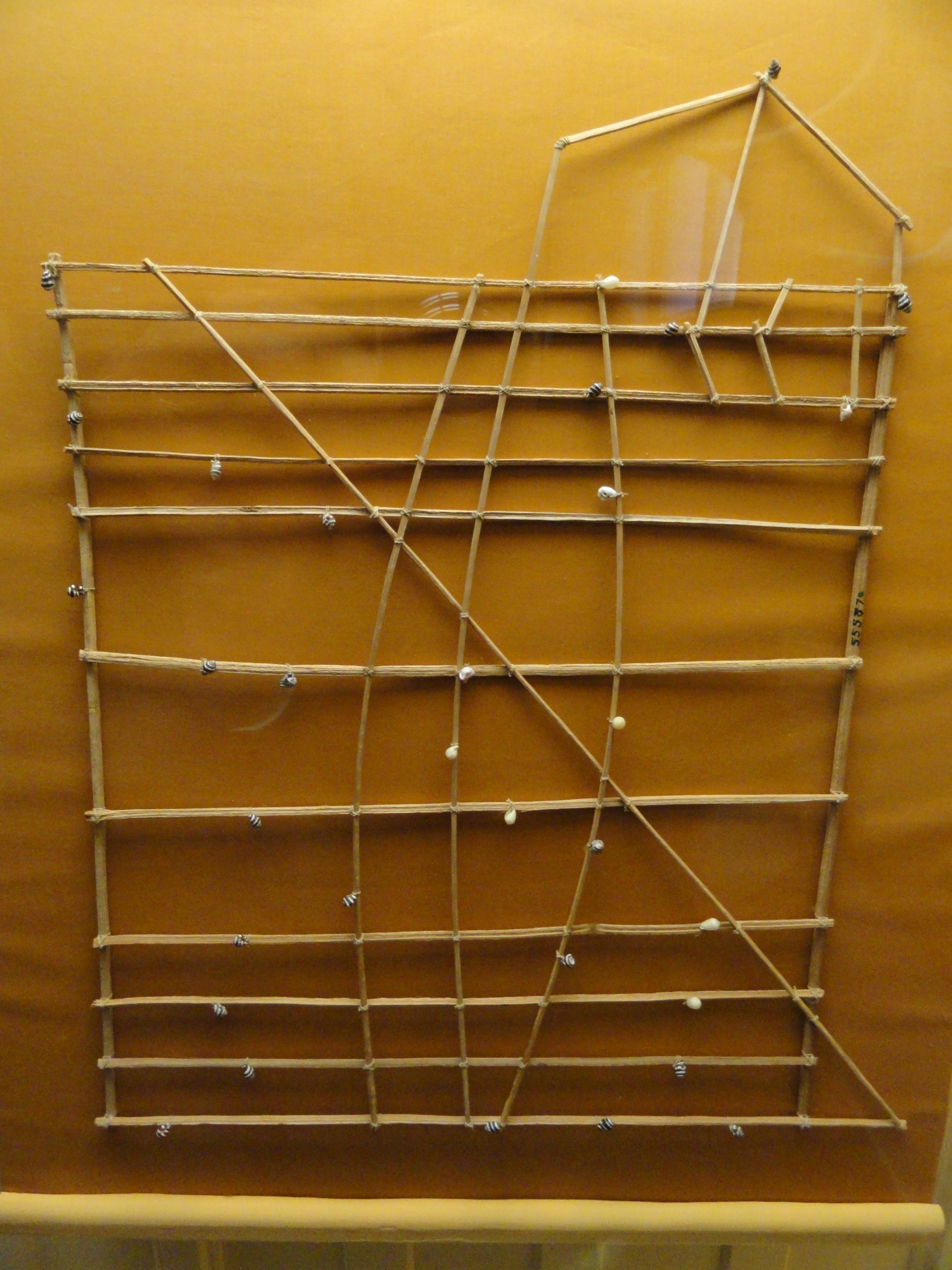
Carta de palos. Mapa polinésico de navegación de las Islas Marshall que representas esquemáticamente las direcciones de los vientos, olas e islas.

A mediados del siglo XX, Thor Heyerdahl propuso una nueva teoría de los orígenes de la Polinesia (uno que no ganó la aceptación general), con el argumento de que los polinesios habían emigrado de América del Sur en barcos de balsa
La presencia en el Islas Cook de lakumara  (papa dulce), una planta nativa de las Américas, y que data del año 1000, ha sido citado como evidencia de que los nativos americanos podrían haber viajado a Oceanía. Una explicación más simple postula dispersión biológica, en las plantas y / o semillas que pudieran flotar a través del Pacífico sin ningún tipo de contacto humano
Un estudio de 2007 publicado en las Actas de la Academia Nacional de Ciencias' 'de huesos de pollo en El Arenal cerca de la Península de Arauco, Provincia de Arauco, Chile sugirió el contacto de Oceanía con los nativos americanos. Los pollos se originaron en el sur de Asia y la raza Araucana de Chile se cree que fue traída por los españoles alrededor de 1500. Sin embargo, los huesos que se encuentran en Chile fueron fechado por radiocarbono entre 1304 y 1424, mucho antes de la llegada documentada de los españoles. Secuencias de ADN que se tomaron tuvieron coincidencias exactas a las de los pollos de la misma época en Samoa Americana y Tonga, a más de 8000 km de distancia de Chile. Las secuencias genéticas también fueron similares a las encontradas en Hawai ʻi y la Isla de Pascua, la isla más cercana a tan sólo 4000 km y a diferencia de cualquier otra raza de pollo europea.
Otros indicios que prueban la colonización polinesia de la Araucanía son 6 cráneos encontrados en la isla Mocha con la típica forma polinesia pentagonal del cráneo y por la forma de la mandíbula.

### Post-colonización
El conocimiento de los métodos tradicionales polinesios de la navegación se ha perdido en gran medida después del contacto con y la colonización por los europeos. Esto dejó el problema de dar cuenta de la presencia de los polinesios en tales partes aisladas y dispersas del Pacífico. De acuerdo con Andrew Sharp, el explorador Capitán James Cook, que ya están familiarizados con las cuentas de Charles de Brosse  de grandes grupos de isleños del Pacífico que fueron expulsados de su curso en las tormentas y acabaron a cientos de kilómetros de distancia sin tener idea de dónde estaban, se encuentran en el curso de uno de sus viajes propios de un grupo de tahitianos náufrago que se había perdido en el mar en un vendaval y llevados a más de 160 km de la isla de Atiu. Cook escribió que el incidente Atiu, "servirá para explicar, mejor que las mil conjeturas de razonadores especulativos, como las partes separadas de la tierra, y, en particular, cómo los mares del Sur, pudo haber sido poblada". En su primer viaje de exploración del Pacífico Cook contó con los servicios de un navegante polinesio, Tupaia, quien dibujó un mapa de las islas dentro de radio (al norte y oeste) de 3.600 km de su isla natal de Ra'iatea.
A fines del siglo XIX  y principios del siglo XX una visión más generosa de la navegación polinesia había entrado a favor, la creación de una visión mucho más romántica de su marinería, canoas, y la experiencia de navegación.Escritores de finales del siglo XIX y principios del siglo, como Abraham Fornander y Stephenson Percy Smith narraron acerca de la heroica migración de los polinesios en grandes flotas coordinadas desde Asia a lo largo y ancho de la actual Polinesia.

### Investigación experimental

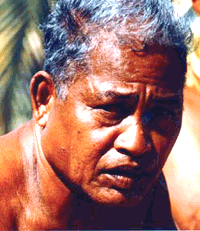
Navegante Mau Piailug (1932 - 2010) de la isla Satawal, Micronesia. Estos navegantes representan el estado más alto de la tecnología en las sociedades polinesias antiguas, ya que salvaban a sociedades completas, al saber donde estaban las islas y así las fuentes de comida.

#### Navegación estelar
Una visión más sobria y analítica fue presentada por Andrew Sharp, que amasó una gran cantidad de evidencia para cuestionar la hipótesis de la visión heroica ", afirmando en cambio que los conocimientos marítimos Polinesia era muy limitada en el ámbito de la exploración y que los asentamientos de la Polinesia fueron dados, como resultado de la liquidación de la suerte, de avistamientos de islas al azar, y a la deriva, más que como viajes organizados de la colonización. Posteriormente, el conocimiento oral pasado de generación en generación permitió el dominio eventual para viajar entre los lugares conocidos. Una revaluación de Sharp provocó una gran cantidad de controversia y llevó a un punto muerto entre los románticos y los puntos de vista escépticos.
Desde mediados hasta fines de los 1960 era el momento de nuevas aproximaciones en el enfoque. El antropólogo David Lewis navegó con su catamarán dede Tahití a Nueva Zelanda sin instrumentos sólo con navegación estelar. EL antropólogo e historiador Ben Finney  construyó Nalehia, una réplica de 40 metros de una canoa doble hawaiana. Finney probó la canoa en una serie de experimentos de vela y remo en aguas de Hawái. Al mismo tiempo, la investigación etnográfica en las Islas Carolinas en Micronesia sacó a la luz el hecho de que los métodos tradicionales de navegación estelar eran usados todos los días allí. La construcción y las pruebas de canoas inspirado en los diseños tradicionales, el aprovechamiento de los conocimientos especializados de viajes de Micronesia, así como el uso de la navegación estelar, permitió llegar a conclusiones prácticas acerca de la navegabilidad y la capacidad de manejo en las tradicionales canoas polinesias permitiendo una mejor comprensión de los métodos de navegación que probablemente han sido utilizados por los polinesios y de cómo ellos, como personas, se adaptaron a la navegación.

#### Navegación mixta
Es probable que los navegantes polinesios emplearan una amplia gama de técnicas incluyendo el uso de las estrellas, el movimiento de las corrientes oceánicas y los patrones de olas, los patrones de interferencia del aire y del mar causado por las islas y atolones, el vuelo de las aves, los vientos y el clima.

#### Migración de las aves
Los científicos creen que los polinesios viajando a larga distancia por los derroteros estacionales de las aves. Hay algunas referencias en sus tradiciones orales acerca del vuelo de las aves y algunos dicen que había marcas de dirección en tierra que apuntaban a las islas distantes de acuerdo con estas rutas. Un viaje desde Tahití, Tuamotu o las Islas Cook en Nueva Zelanda podría haber seguido la migración del Cuco de cola larga    al igual que el viaje de Tahití a Hawái  ʻi coincidiría con la migración del Chorlito Dorado Pacífico  y la del zarapito del Pacífico. También se cree que los polinesios empleaban avistamientos de aves en tierra al igual que muchos pueblos marineros.
Una teoría es que habrían llevado una Fragata común con ellos. Estos pájaros se niegan a aterrizar en el agua porque las plumas se mojan por lo que les es imposible volar. Cuando los viajeros pensaban que estaban cerca de tierra, liberaban el ave, que bien podría volar hacia tierra, o volver a la canoa.

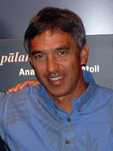
Navegante hawaiiano, Nainoa Thompson, 2003.

#### La navegación estelar como una tecnología avanzada
Los pueblos del Pacífico, incluyendo micronesios y polinesios, desarrollaron la navegación por las estrellas como un arte. Se supone que los polinesios imaginaron el cielo como el interior de una cúpula donde una estrella seguía un camino que pasaba a lo largo sobre algunas islas. Tenían los nombres de más de ciento cincuenta estrellas. Un navegante habría sabido dónde y cuándo una determinada estrella salía y se ponía, así como las islas por las que pasaba directamente por encima. Así los navegantes polinesios navegaban hacia la estrella que sabían que era su destino, y mientras se movía hacia el oeste con el tiempo establecía su curso por la estrella blanco que luego se convertiría en isla de destino
Es probable que los polinesios también utilizaban las olas y formaciones de oleaje para navegar. Muchas de las áreas habitables del océano Pacífico son grupos de islas (o atolones) en cadenas de cientos de kilómetros de largo. Las cadenas de la isla tienen efectos previsibles en las olas y las corrientes.Los navegantes que vivían dentro de un grupo de islas debían aprender el sentido que varias islas tenían en la forma, dirección y movimiento y habrían sido capaz de corregir su camino, de acuerdo con los cambios que ellos percibían. Cuando llegaron a las inmediaciones de una cadena de islas a la que no estaban familiarizados, deben haber sido capaces de transferir su experiencia y deducir que se acercaban a un grupo de islas. Una vez que habían llegado bastante cerca a uns isla de destino, habrían sido capaces de identificar su localización por los avistamientos de aves terrestres, ciertas formaciones de nubes, así como los reflejos en el agua superficial de la parte inferior de las nubes. Se piensa que los navegantes de Polinesia pueden haber medido el tiempo que tomó para navegar entre las islas en "días-canoa " o un tipo similar de expresión.

#### Hawái antiguo
Se postula que los primeros pobladores de la islas Hawái salieron de las Islas Marquesas utilizando los métodos de navegación polinesia. Para probar esta teoría, la Sociedad viajera polinesia  hawaiana se estableció en 1973. El grupo construyó una réplica de una canoa de doble casco antiguo llamado    Hokule'a, cuya tripulación navegó con éxito por el Océano Pacífico a partir de Hawaiʻi de Tahití en 1976, sin instrumentos. En 1980, un hawaiano llamado Nainoa Thompson inventó un nuevo método   no instrumental de navegación (llamado sistema de señalización moderno "Hawaiʻiano"), lo que le permitió completar el viaje desde Hawai ʻi a Tahití y regreso. En 1987, un maorí llamado Matahi Whakataka (Greg Brightwell) y su mentor Francis Cowan zarparon desde Tahití a Aotearoa sin instrumentos.
En Nueva Zelanda, uno de las principales navegantes y constructor de buques maoríes es Héctor Busby, quien también fue inspirado e influenciado por el viaje Nainoa Thompson y Hokulea en 1985.